# 버추얼 웨폰
《버추얼 웨폰》(중국어: 夕阳天使)/(영어: So Close)는 2002년에 개봉한 홍콩의 영화이다.

## 출연진
- 서기 - 애림
- 조미 - 애군
- 막문위 - 강일홍
- 송승헌 - 천은
- 임국빈 - 경호원
- 리카르도 마무드 - 피터
- 쿠라타 야스아키 - 경영진
- 온조륜 - 주능

## 한국판 성우진(KBS)
- 문선희 - 애림(서기)
- 이현주 - 애군(조미)
- 소연 - 강일홍(막문위)
- 유동균 - 소마(위지호)
- 임채헌 - 주능(온조륜)
- 김영진 - 주뢰(석수) / 경호원(임국빈)
- 정훈석 - 천은(송승헌)
- 이근욱 - 경영진(임양모)
- 김규식 - 애림과 애군의 아빠(감지) / 경영진(쿠라타 야스아키)
- 임은정 - 애림과 애군의 엄마(포기정) / 직원
- 오인성 - 피터(리카르도 마무드) / 외국인 투자자
- 김희선 - 비서(황소벽)
- 이승주 - 강일홍의 동료(장찬생) / 경비원
- 이주원 - 경영진(원부화) / 경비원
- 최정호 - 강도(강부강) / 경비원